# スポルマッジョーレ
スポルマッジョーレ（イタリア語: Spormaggiore）は、イタリア共和国トレンティーノ＝アルト・アディジェ州トレント自治県にある、人口約1,300人の基礎自治体（コムーネ）。

## 地理

### 位置・広がり
トレント自治県北部に位置するコムーネ。県都トレントから北北西へ17kmの距離にある。

#### 隣接コムーネ
隣接するコムーネは以下の通り。
- カンポデンノ
- カヴェダーゴ
- ファーイ・デッラ・パガネッラ
- メッツォロンバルド
- モルヴェーノ
- スポルミノーレ
- トン
- ヴィッレ・ダナウニア  (トゥエンノ)

## 行政

### 分離集落
スポルマッジョーレには、以下の分離集落（フラツィオーネ）がある。
- Bèlfort, Fabbrica, Maurina, Meano, Sedriago, Seghe

### Comunita di valle
トレント自治県が設置した広域行政組織 Comunita di valle 「パガネッラ」 (it:Comunita della Paganella) （事務所所在地: アンダロ）に属する。

## 住民

### 言語
| 少数言語話者の割合（2011年） | 少数言語話者の割合（2011年） | 少数言語話者の割合（2011年） | 少数言語話者の割合（2011年） | 少数言語話者の割合（2011年） |
| ---------------------------- | ---------------------------- | ---------------------------- | ---------------------------- | ---------------------------- |
|                              |                              |                              |                              |                              |
| ラディン語                   | ラディン語                   |                              | 18.0%                        | 18.0%                        |
| モケーニ語                   | モケーニ語                   |                              | 0.0%                         | 0.0%                         |
| チンブロ語                   | チンブロ語                   |                              | 0.0%                         | 0.0%                         |

2011年10月9日に行われた国勢調査によれば、住民1260人中227人（18.0%）がラディン語話者であった。